# 本澤一郎
本澤 一郎（もとざわ いちろう、1968年10月31日 - ）は、NHKのアナウンサー（休職中）。

## 人物
日本大学習志野高等学校を経て東京大学卒業後、1992年入局。主に報道畑を歩んだ。2007年、アメリカ合衆国のフルブライト・プログラム「ジャーナリストプログラム」に日テレの小栗泉らと採用された。現在はNHKを休職し、ハーバード大学で公共放送について研究活動を行っている。

## 過去の担当番組
- NHK BSニュース（平日7時〜正午担当　2004年11月 - 2007年3月）